# Team Vitality
Team Vitality é uma organização profissional de esportes eletrônicos com sede em Paris, França. Fundada em 2013 por Fabien Devide e Nicolas Maurer, é considerada uma das organizações mais poderosas da França e da Europa. Possui equipes de Call of Duty: Mobile, Counter-Strike 2, League of Legends, Rocket League e Valorant.
Desde 2019, a organização fez do Stade de France seu centro de treinamento, tornando-se assim oficialmente o primeiro clube residente no recinto. Emprega uma centena de pessoas – incluindo cerca de quarenta jogadores – e tem um orçamento anual superior a 10 milhões de euros.

## Divisões atuais

### League of Legends
A equipe principal de League of Legends da Team Vitality compete na LEC (anteriormente EU LCS), ao qual se juntou no final de 2015 após comprar a vaga da Gambit Gaming.

### Rocket League
A Team Vitality entrou no cenário profissional de Rocket League depois de adquirir o elenco da Guess Who em 12 de fevereiro de 2018. A equipe foi renomeada para Renault Vitality, em homenagem à patrocinadora principal Renault. A Renault Vitality derrotou a G2 Esports em 23 de junho de 2019 para vencer a 7ª temporada da Rocket League Championship Series (RLCS). Kyle "Scrub Killa" Robertson foi nomeado o melhor jogador do mundial.
No dia 15 de dezembro, durante as finais da 8ª temporada da RLCS em Madrid, a Renault Vitality conseguiu chegar novamente à final. Desta vez, eles perderam para a NRG Esports em sete jogos.
Em 20 de junho de 2021, a Vitality venceu o European RLCS X Championship contra a Team BDS.

### Counter-Strike
No dia 21 de maio de 2023, a Vitality conquistou, de forma invicta sem perder nenhum mapa, seu primeiro Campeonato Major de Counter-Strike: Global Offensive (CS:GO) no BLAST Paris Major 2023, que ocorreu em seu país, na França. O francês Mathieu "ZywOo" Herbaut foi eleito o melhor jogador do evento.

## Estrutura

### V.Hive
A Vitality tem sua sede na V.Hive, localizada no Boulevard de Sébastopol em Paris, desde novembro de 2019. Esse espaço de 1.000m2 é também o primeiro “elo físico” entre o clube e seus torcedores, já que parte dele é aberto ao público com loja, ponto de encontro e cibercafé.

### Vitality Performance Center
A Vitality investe também no Stade de France desde 2019, onde está instalado o seu centro de treinos, denominado Vitality Performance Center, no desejo de profissionalizar as suas equipes ao mais alto nível.